# Abarca de Boléa

Brasão de armas da Família Abarca.

O apelido   Abarca de Boléa  ou Abarca de Bolea é resultante da união de duas antigas famílias do reino de Aragão: a família Abarca e a família Bolea. Com a união entre estas famílias foi criado os Abarca de Bolea, para assim se poder diferenciar os ramos de antes de união.
Varias famílias nobres de Espanha usaram este apelido sendo uma das mais ilustre a família do 16.° conde de Aranda - Pedro Pablo Abarca de Bolea, nascido em 1718 e falecido em 1799. Personagem famosa na história de Espanha.